# Svante Wijkman

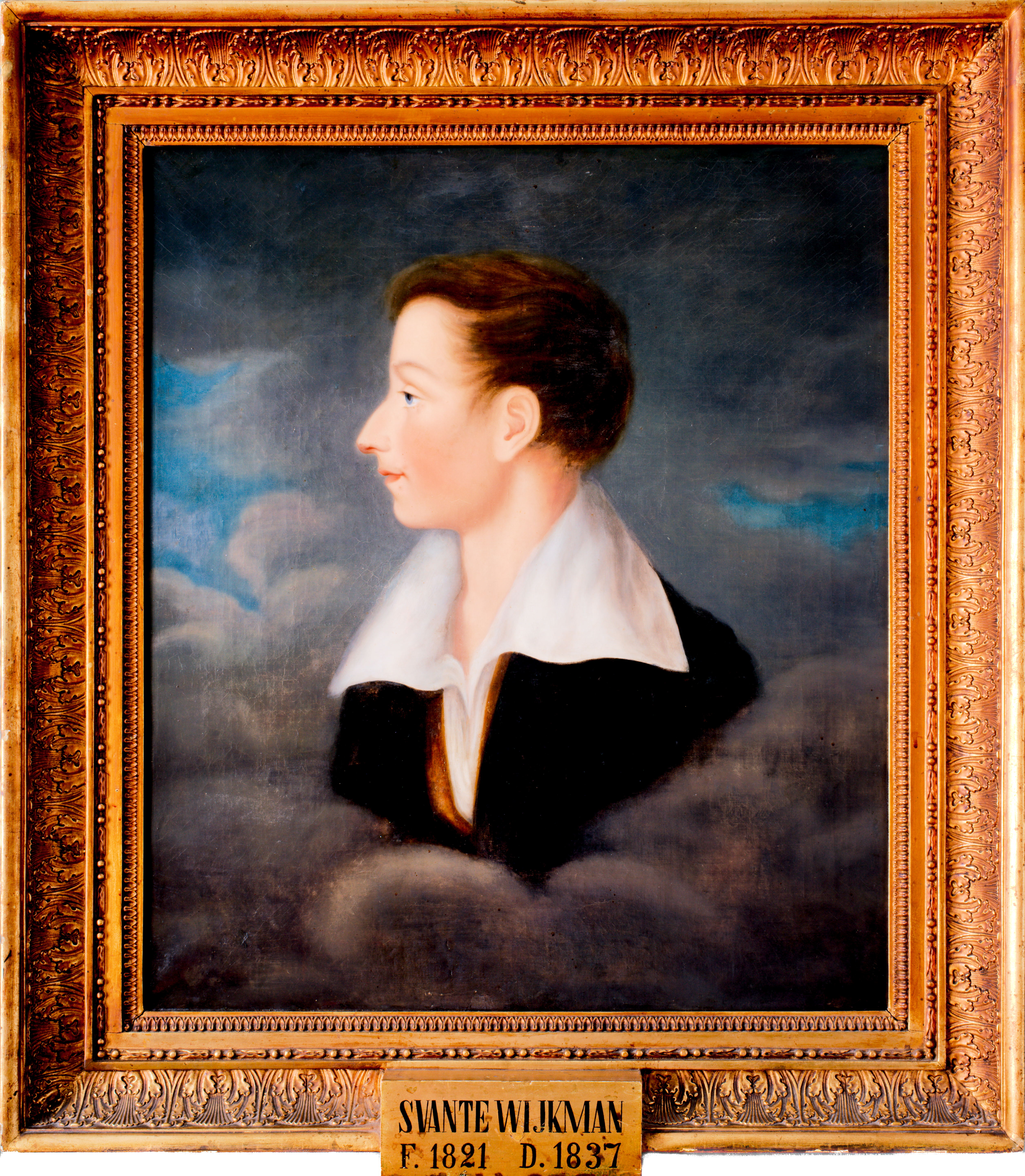
Porträttet av den sägenomspunne Svante Wijkman i Wijkmansrummet på Uplands nation i Uppsala.

Svante Wijkman (Sven Johan Wijkman), född 20 oktober 1821, död 28 juli 1837, var en svensk skolpojke som är ursprung till en omfattande mytbildning och tradition vid studentnationen Uplands nation i Uppsala. 
Pojkens mor, Märta Gustava, testamenterade vid sin död år 1845 dels ett stipendium på 1 000 riksdaler banco till Katedralskolan i Uppsala, dels ett porträtt av sonen till Uplands nation. Porträttet är osignerat, men tillskrivs konstnären Fredric Westin.
Efter donationen hängdes porträttet i nationshuset, där det än idag finns att beskåda i Wijkmansrummet. Det florerar en mängd myter kring porträttet och Svante Wijkman. Av allt att döma var han aldrig inskriven eller på annat sätt verksam vid Uplands nation, och det är därför oklart varför nationen fick porträttet testamenterat till sig. Traditionen säger att han spökar på övervåningen i nationshuset. Myterna säger även bland annat att han var medlem av en studentorkester, Turkiska musiken, men mycket talar för att detta inte stämmer. 
Han har dock givit namn till en mer sentida och aktiv orkester i Uppsalas studentkretsar, Wijkmanska Blecket.
Svante Wijkman avled innan han fyllt 16 år, och dödsorsaken är okänd. Han begravdes den 3 augusti 1837 på Uppsala gamla kyrkogård.